# Рая
Рая (раят, раєт) (тур. râya, [р'а:я]; от араб. رَعِيَّة, [ra 'ʕijja]) — у Османській імперії — феодально-залежний, прикріплений до землі феодала селянин, зобов'язаний виконувати численні повинності і платити податки на користь держателя землі і військові податки на користь казни.
Крім того, раєю називали території, від'єднані у васалльного правителя і безпосередньо підпорядковані османській адміністрації (зазвичай біля фортеці). Так, у Молдовському князівстві з 1538 року існувала Бендерська рая, з 1713 року — Хотинська рая тощо.